# Ney Gonçalves Dias
Ney Gonçalves Dias (Serrania, 8 de agosto de 1940) é um jornalista e radialista brasileiro.

## Biografia
Começou na década de 1960, quando apresenta um programa na TV Cultura. Na década de 1970, foi âncora na Rádio Jovem Pan, apresentando os jornais Jornal da Integração Nacional e Jornal da Manhã.
Ney se orgulha por entrevistar Chico Xavier para o Fantástico.
Passou também pelas Rede Excelsior e Rede Tupi no comando do Pinga Fogo.
Em 1980, a convite de Boni torna-se nacionalmente conhecido ao trabalhar na Rede Globo, no programa TV Mulher, ao lado da então sexóloga Marta Suplicy, da conhecida jornalista Marília Gabriela e do então estilista Clodovil. Ney é lembrado devido ao tombo da mesa durante um programa em 1983, sendo reprisado várias vezes. Ney apresentou também o programa O Povo e o Presidente.
Ele ficou na Globo até 1984, quando a emissora faz uma reformulação e transfere-se ainda para a Rede Manchete. Em 23 de maio de 1985, passou a apresentar, na recém-inaugurada afiliada TV Bahia, de Salvador, o programa Bahia Debate, responsável pelo primeiro debate político da Nova República na televisão. No final dos anos 1980, passou pela Rede Bandeirantes, onde ganhou seu programa de auditório e também apresentou o jornal Bandeira 1. Foi para a RecordTV em 1991. 
Em 1995, comandou pela primeira vez o programa Cidade Alerta, de onde ficou até 1996, quando foi substituído por João Leite Neto, e retornou em curto período em 2002, após a saída de José Luiz Datena do programa. Em 1997, Ney passou pelo SBT, onde comandou a última fase do telejornal Aqui Agora. No canal, também comandou o Notícias do Dia, jornal exibido no fim de noite e comandou um quadro de entrevistas no SBT Notícias, ambos na época em que jornalismo da casa estava em decadência.
Também no SBT, apresentou o Programa Livre, às segundas-feiras, entre 13 de setembro e 27 de dezembro de 1999, integrando um rodízio de cinco apresentadores que substituíram Serginho Groisman, juntamente com Márcia Goldschmidt, Lu Barsoti, Christina Rocha e Otávio Mesquita. Em 2002, saiu da Rede Record onde apresentou o jornal Cidade Alerta por um curto período e o programa Questão de Opinião, e foi para a RedeTV!, para apresentar o feminino Bom Dia Mulher. Em 2004, assumiu o telejornal policial Repórter Cidadão, na mesma emissora. Passou também por CNT, TV da Gente (onde coapresentou o Encontro da Gente ao lado de Adyel Silva) e TVJB. Desde 2008, Ney está na Rede Brasil e TVSC.

## Filmografia

### Televisão
| Ano           | Programa                    | Cargo        | Emissora          |
| ------------- | --------------------------- | ------------ | ----------------- |
| 1980-1984     | TV Mulher                   | Apresentador | Rede Globo        |
| 1982          | O Povo e o Presidente       | Apresentador | Rede Globo        |
| 1985-1986     | Bahia Debate                | Apresentador | TV Bahia          |
| 1985-1988     | Frente a Frente             | Apresentador | Rede Manchete     |
| 1985-1988     | Debate em Manchete          | Apresentador | Rede Manchete     |
| 1988-1990     | Bandeira 1                  | Apresentador | Rede Bandeirantes |
| 1988-1990     | Programa Ney Gonçalves Dias | Apresentador | Rede Bandeirantes |
| 1989-1990     | Canal Livre                 | Apresentador | Rede Bandeirantes |
| 1992          | TV Aberta                   | Apresentador | RecordTV          |
| 1996-1997;    | Cidade Alerta               | Apresentador | RecordTV          |
| 1997          | Aqui Agora                  | Apresentador | SBT               |
| 1997-1998     | Notícias do Dia             | Apresentador | SBT               |
| 1999          | Programa Livre              | Apresentador | SBT               |
| 2002          | Cidade Alerta               | Apresentador | RecordTV          |
| 2002          | Questão de Opinião          | Apresentador | RecordTV          |
| 2002-2003     | Repórter Cidadão            | Apresentador | RedeTV!           |
| 2002-2004     | Bom Dia Mulher              | Apresentador | RedeTV!           |
| 2002-2004     | RedeTV! Repórter            | Apresentador | RedeTV!           |
| 2005          | Notícias do Brasil          | Apresentador | RedeTV!           |
| 2005-2006     | Encontro da Gente           | Apresentador | TV da Gente       |
| 2007          | Manhã Mulher                | Apresentador | TV JB             |
| 2007          | Nei e Nani                  | Apresentador | TV JB             |
| 2007          | Brasil em Debate            | Apresentador | Rede Brasil       |
| 2008-2023     | RB Notícias                 | Apresentador | Rede Brasil       |
| 2010-2018     | TV Cidadania                | Apresentador | TV Justiça        |
| 2012          | Contexto                    | Apresentador | Rede Brasil       |
| 2013          | Denúncia 24 Horas           | Apresentador | Rede Brasil       |
| 2014-2016     | O X da Questão              | Apresentador | TVSC              |
| 2023-presente | Brasil News                 | Apresentador | Rede Brasil       |